# Mansio di Torretta Vecchia
La Mansio di Torretta Vecchia è un sito archeologico romano situato nel comune di Collesalvetti (LI), nella frazione Castell'Anselmo, località Torretta Vecchia.

## Storia e descrizione

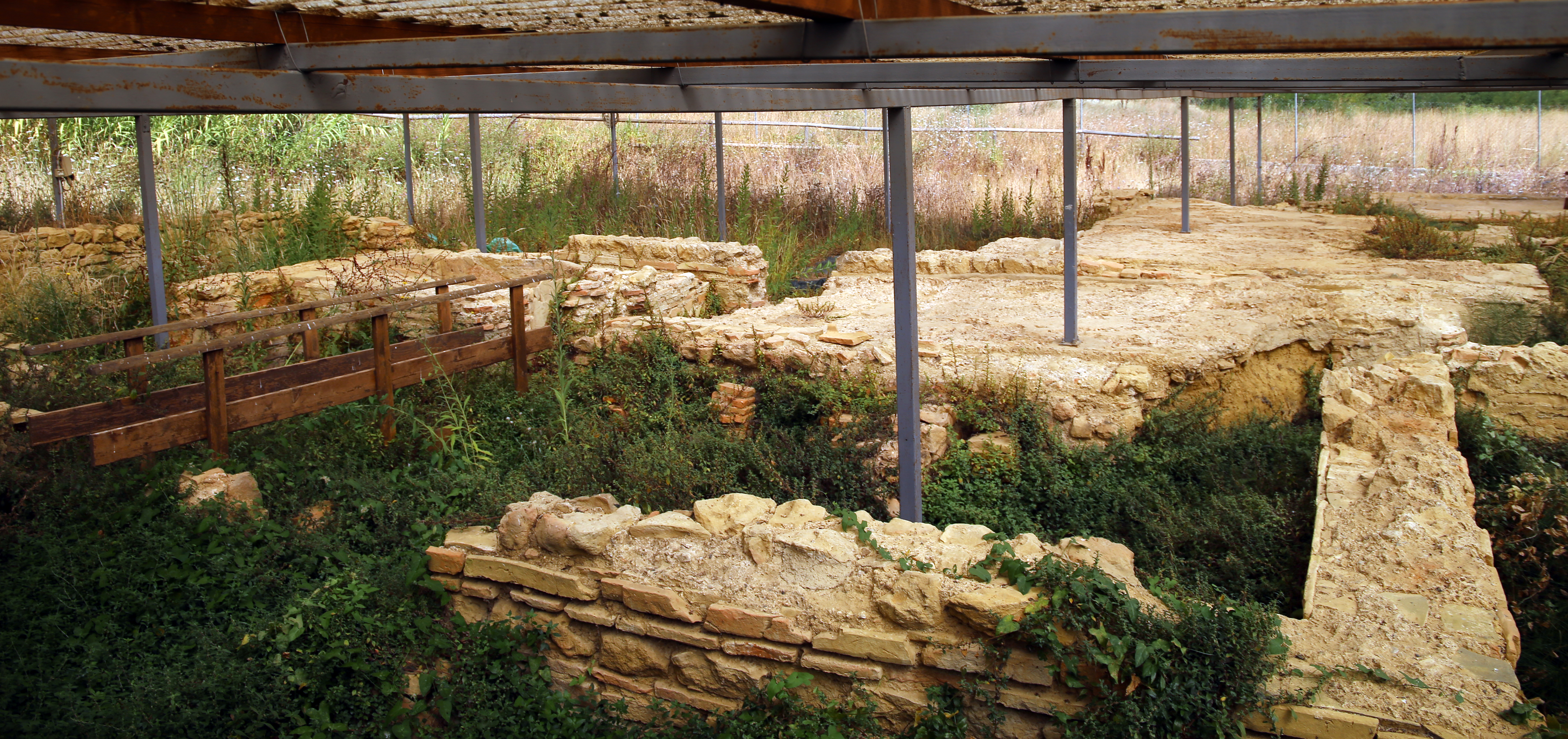
Scavi

Nel 1989, durante alcuni lavori per la costruzione dell'autostrada Livorno-Civitavecchia, vennero rinvenuto alcuni resti di strutture antiche, indagati prontamente dalla Soprintendenza archeologica della Toscana. Venne così alla luce una mansio, una struttura cioè usata come stazione di posta lungo la via Emilia Scauri, dotata di vari servizi per il pernottamento e il ristoro dei viaggiatori e della cavalcatura, compreso un impianto termale che nelle strutture più antiche risalirebbe alla prima metà del I secolo a.C., facendone un esempio eccezionale per antichità, nato nel periodo di romanizzazione della zona dopo la conquista delle città etrusche. 
L'insediamento è stato poi identificato con la Mansio Turrita indicata in questa zona sulla tabula Peutingeriana. L'edificio, dotato di varie strutture tra cui alcune con pavimenti decorati a mosaico, fu ampliato e utilizzato almeno fino alla metà del VI secolo d.C., cadendo forse in disuso dopo le distruzioni nella regione per la Guerra gotica.